# Paula Newsome
Paula Newsome (* 7. Oktober 1961 in den Vereinigten Staaten) ist eine US-amerikanische Schauspielerin.

## Karriere
Bereits in ihrer Kindheit begann Paula Newsome, sich für die Schauspielerei zu interessieren. Bevor sie nach New York zog, spielte sie als Kind in einem Gemeinschaftstheater mit. In New York gehörte sie zum Cast mehrerer Broadway-Produktionen. Als Schauspielerin war sie schon in vielen Fernsehserien tätig, unter anderem in Law & Order, Ally McBeal, CSI: Den Tätern auf der Spur, New York Cops – NYPD Blue, Grey’s Anatomy, Parenthood und Suburgatory.
Ihre erste Hauptrolle hatte sie 1998 in Conrad Bloom. In den Jahren 2007 und 2008 gehörte sie zur Hauptbesetzung der ABC-Serie Women’s Murder Club. Zwischen den Jahren 2009 und 2013 war sie in Navy CIS als Ehefrau von Rocky Carrolls Seriencharakter Leon Vance zu sehen.

## Filmografie (Auswahl)
Filme
- 1990: Kevin – Allein zu Haus (Home Alone)
- 1992: Sag’s offen Shirlee (Straight Talk)
- 2005: Guess Who – Meine Tochter kriegst du nicht! (Guess Who)
- 2006: Little Miss Sunshine
- 2007: Die Liebe in mir (Reign Over Me)
- 2007: Eine neue Chance (Things We Lost in the Fire)
- 2014: Black or White
- 2018: Revival!
- 2021: Spider-Man: No Way Home

Fernsehserien
- 1998: Law & Order (Folge 8x17)
- 1998: Conrad Bloom (13 Folgen)
- 1999: Chicago Hope – Endstation Hoffnung (Chicago Hope, Folgen 5x16, 6x04)
- 1999: Ally McBeal (Folge 3x02)
- 2000: Dharma & Greg (Folge 3x16)
- 2000: Emergency Room – Die Notaufnahme (ER, Folge 7x01)
- 2002, 2004: The Guardian – Retter mit Herz (The Guardian, Folgen 1x16, 3x21)
- 2002: Für alle Fälle Amy (Judging Amy, Folge 3x23)
- 2002: Strong Medicine: Zwei Ärztinnen wie Feuer und Eis (Strong Medicine, Folge 3x12)
- 2003: CSI: Den Tätern auf der Spur (CSI: Crime Scene Investigation, Folge 4x04)
- 2003: The Lyon’s Den (8 Folgen)
- 2003–2004: New York Cops – NYPD Blue (NYPD Blue, 3 Folgen)
- 2004: Friends (Folge 10x20)
- 2005: Criminal Minds (Folge 1x06)
- 2007: Heroes (Folgen 1x13–1x14)
- 2007–2008: Women’s Murder Club (13 Folgen)
- 2009: Bones – Die Knochenjägerin (Bones, Folge 5x04)
- 2009–2013: Navy CIS (NCIS, 4 Folgen)
- 2010: FlashForward (Folge 1x11)
- 2010: Drop Dead Diva (Folge 2x01)
- 2010, 2011: Parenthood (Folgen 1x03, 2x19)
- 2011: Grey’s Anatomy (Folge 7x11)
- 2011: Pretty Little Liars (Folgen 1x15–1x16)
- 2011: Suits (Folge 1x09)
- 2012: 1600 Penn (Folge 1x01)
- 2012–2014: Suburgatory (4 Folgen)
- 2015: Cougar Town (Folge 6x05)
- 2015: Backstrom (Folge 1x09)
- 2015: Castle (Folge 7x21)
- 2016: How to Get Away with Murder (Folge 2x11)
- 2016: Code Black (Fernsehserie, Folge 1x18)
- 2016–2017: No Tomorrow (3 Folgen)
- 2016–2017: Transparent (3 Folgen)
- 2017: Doubt (Fernsehserie, Folge 1x02)
- 2018–2019: Barry (Fernsehserie, 9 Episoden)
- 2019: Boomerang (Fernsehserie, 2 Folgen)
- 2019: Magnum P.I. (Fernsehserie, Folge 1x16)
- 2019: Chicago Med (Fernsehserie, 12 Folgen)
- 2020: The Unicorn (Fernsehserie, Folge 1x15)
- 2020: The Twilight Zone (Fernsehserie, Folge 2x08)
- 2021–2024: CSI: Vegas (Fernsehserie)